# 天神橋 (福島市)
天神橋（てんじんばし）は、阿武隈川にかかる福島市道矢剣町・鳥谷下町線の橋。西岸は福島県福島市杉妻町・御倉町、東岸は渡利字天神である。
共に天神橋架橋以前に存在した天神渡と東詰に鎮座する天神神社も併記。

## 概要
全長206メートルの5径間鋼ゲルバー箱桁橋で福島市杉妻町および御倉町と福島市渡利とを繋ぐ。1964年（昭和39年）9月竣工。橋名の由来は天神橋架橋以前に両岸を渡し船で結んでいた『天神の渡し』によるもの。天神橋上を通る福島市道は「天神橋通り」の愛称で親しまれている。
付近に福島県庁や阿武隈川と荒川の合流点があり、東側では福島県道309号岡部渡利線に接続する。この橋の辺りから大仏橋、松齢橋にかけて福島県庁側の阿武隈川河畔が隈畔（わいはん）と呼ばれ、近年整備された。
天神橋西詰には『古関裕而生誕百周年記念歌碑』に福島行進曲（作詞野村俊夫、作曲古関裕而）の歌詞と楽譜が載った記念碑と、『天神橋架橋50周年を迎えて』（福島の城下まちづくり協議会）が設置されている。福島行進曲の歌詞にも登場する紅葉山は天神橋から眺めることができる。
天神橋東詰から約100メートル南方には、天神橋の前身天神の渡しの名前の由来のひとつとして挙げられている『天神神社』が鎮座する。

## 歴史
天神橋架橋計画及び道路拡張計画は1906年の福島町時代に遡る。「松葉館南より荒町を貫き矢剣に至り更に北に折れて太田に出づる350間」が発端となる。
1953年夏期に地元の荒町、柳町および対岸の渡利天神住民の強い要望により荒町小倉寺線（現：矢剣町鳥谷下町線）の更なる拡張と天神橋架橋の計画実施に至った。県庁所在地福島の一等地荒町を横断する路線であり土地買収の問題や、当時の福島市の緊縮の煽りを受けて難航した。
- 1964年9月未明 - 天神橋竣工。
- 1964年10月3日 - 天神橋渡橋式を実施。同日供用開始。
- 1964年10月15日から10月17日 - 天神橋竣工記念切手展を福島県立図書館にて開催。
- 2014年10月3日 - 天神橋架橋50周年を迎える。
- 2015年9月 - 天神橋架橋50周年式典

## 天神の渡し（天神渡）
古来から天神橋が架かるまでの間、阿武隈川を渡る手段であった。現在でも東詰の渡利地域側で『天神渡』を使用した国道4号福島南バイパス沿いの停留所名やその他施設名として存在する。
天神橋西詰の福島城下側には阿武隈川水運の起点となる福島河岸や奥州街道、米沢街道（板谷街道）があり、東岸の渡利村側には相馬中村城に通づる中村街道と川俣街道が整備されていた。そのため天神の渡しは重要な拠点であったことがうかがい知れる。

## 天神神社
天神信仰の崇敬神社として鎮座する。福島県道309号岡部渡利線側に案内の石碑、参道の途中には鳥居が設けられている。過去には現在地よりも更に川の間近に鎮座していたものが現在の地に移転した。
- 御祭神：菅原道真
- 所在地：福島県福島市渡利字天神34番地2

神紋

うめばち 梅鉢

## 隣の橋
- 阿武隈川

（上流） - 蓬萊橋 - 弁天橋 - 天神橋 - 大仏橋 - 松齢橋 - （下流）